# ÅF Golden League 2008
ÅF Golden League 2008 var de sex tävlingar som hålls under friidrottsåret 2008 av IAAF. Devar den elfte gången de genomfördes. 
De bestod av följande tävlingar:
- 1 juni ISTAF
- 6 juni Bislett Games
- 11 juli Golden Gala Rom
- 18 juli Meeting Gaz de France
- 29 augusti Weltklasse Zürich
- 5 september Memorial van Damme

## Resultat 2008

### Herrar
| Gren           | ISTAF Berlin                        | Bislett Games Bergen                | Golden Gala Rom           | Meeting Gaz de France Paris    | Weltklasse Zürich Zürich            | Memorial van Damme Bryssel |
| 100 m          | Nesta Carter Jamaica                | Derrick Atkins Bahamas              | Francis Obikwelu Portugal | Marc Burns Trinidad och Tobago | Usain Bolt Jamaica                  | Usain Bolt Jamaica         |
| 400 meter      | LaShawn Merritt USA                 | Jeremy Wariner USA                  | Jeremy Wariner USA        | Jeremy Wariner USA             | Jeremy Wariner USA                  | Jeremy Wariner USA         |
| 1 500 meter    | Augustine Kiprono Choge Kenya       | Thomas Lancashire Storbritannien    | Asbel Kiprop Kenya        | Augustine Kiprono Choge Kenya  | Haron Keitany Kenya                 | Ali Belal Mansoor Bahrain  |
| 400 meter häck | Bershawn Jackson USA                | Bershawn Jackson USA                | Kerron Clement USA        | Kerron Clement USA             | Angelo Taylor USA                   | Kerron Clement USA         |
| Längdhopp      | Hussein Taher Al-Sabee Saudiarabien | Hussein Taher Al-Sabee Saudiarabien | Irving Saladino Panama    | Irving Saladino Panama         | Hussein Taher Al-Sabee Saudiarabien | Miguel Pate USA            |
| Spjut          | Tero Pitkämäki Finland              | Andreas Thorkildsen Norge           | Tero Pitkämäki Finland    | Vadims Vasiļevskis Lettland    | Andreas Thorkildsen Norge           | Tero Pitkämäki Finland     |

### Damer
| Gren       | ISTAF Berlin            | Bislett Games Bergen    | Golden Gala Rom                | Meeting Gaz de France Paris    | Weltklasse Zürich Zürich | Memorial van Damme Bryssel     |
| 200 meter  | Sherone Simpson Jamaica | Bianca Knight USA       | Kerron Stewart Jamaica         | Sanya Richards USA             | Allyson Felix USA        | Marshevet Hooker USA           |
| 800 meter  | Pamela Jelimo Kenya     | Pamela Jelimo Kenya     | Pamela Jelimo Kenya            | Pamela Jelimo Kenya            | Pamela Jelimo Kenya      | Pamela Jelimo Kenya            |
| 100 m häck | Josephine Onyia Spanien | Josephine Onyia Spanien | Brigitte Foster-Hylton Jamaica | Brigitte Foster-Hylton Jamaica | LoLo Jones USA           | Delloreen Ennis-London Jamaica |
| Höjdhopp   | Blanka Vlašić Kroatien  | Blanka Vlašić Kroatien  | Blanka Vlašić Kroatien         | Blanka Vlašić Kroatien         | Blanka Vlašić Kroatien   | Ariane Friedrich Tyskland      |